# 杯

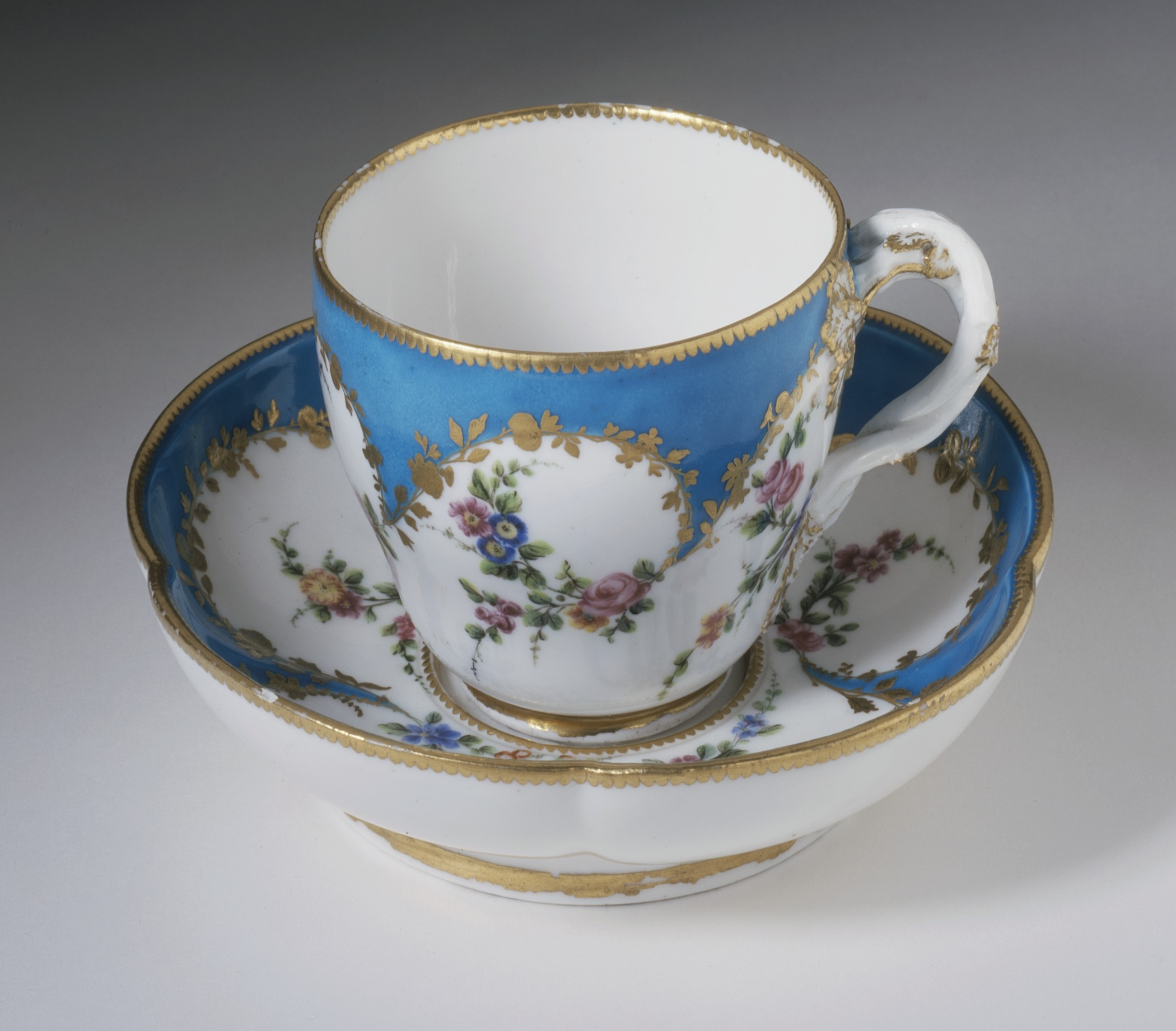
洛可可杯，帶碟，軟瓷，釉面和搪瓷，約1753年製作，藏於洛杉磯縣藝術博物館

杯，又稱盅，是一種用於盛裝液體以供傾倒或飲用的開頂容器。它主要用於飲用流体，也可用於儲存需要倒出以使用的固體物質如糖、麵粉、穀物等。杯子可由玻璃、金屬、瓷器、粘土、木材、石頭、聚苯乙烯、塑膠、鋁或其他材料製成，通常會附有一個桿、把手或其他裝飾品。在各種文化和社會階層中，杯子均用於解渴。不同風格的杯子可以用於盛放不同的液體、固體，或用於不同的場合、裝潢。

## 歷史
和使用手或腳以盛裝液體相比，使用杯子盛裝液體是更為明智的選擇。幾乎可以肯定的是，在人類有記載的歷史之前，杯子就已經被製造和使用。在世界各地的考古遺址中，都發現過杯子
，這些杯子有的是用貝殼和挖空的石頭做成的。在古代美索不達米亞，人民製作各式杯子以滿足包括運輸和飲用酒精飲料在內的各種用途。有證據表明，羅馬帝國可能將杯子傳播到整個歐洲，例如包括威爾士的銀盃和古代色雷斯的變色玻璃杯。在英格蘭，人們發現了幾千年前的杯子，其中包括距今約3700年的里拉頓金杯。在美洲，早在11-14世紀就已經有杯子出現，而在墨西哥灣周圍的美洲土著會將馬海螺用作杯子和其它用途。

## 用途
在家居方面，杯通常用來盛載飲料，如水、咖啡、牛奶和果汁，但湯一般用碗承載。
在梳洗時，杯也用來盛水以供漱口，這些杯多以膠製造，稱作“漱口杯”。在化学、生物、医学方面的实验室都可看到烧杯，主要用来盛载实验容剂。另外也有獎盃，主要用于奖励冠军得主，其為一种荣誉证明或纪念品，并不能用于饮食，也有的奖杯（如世界杯足球赛的大力神杯）已不像杯子。

## 圖庫

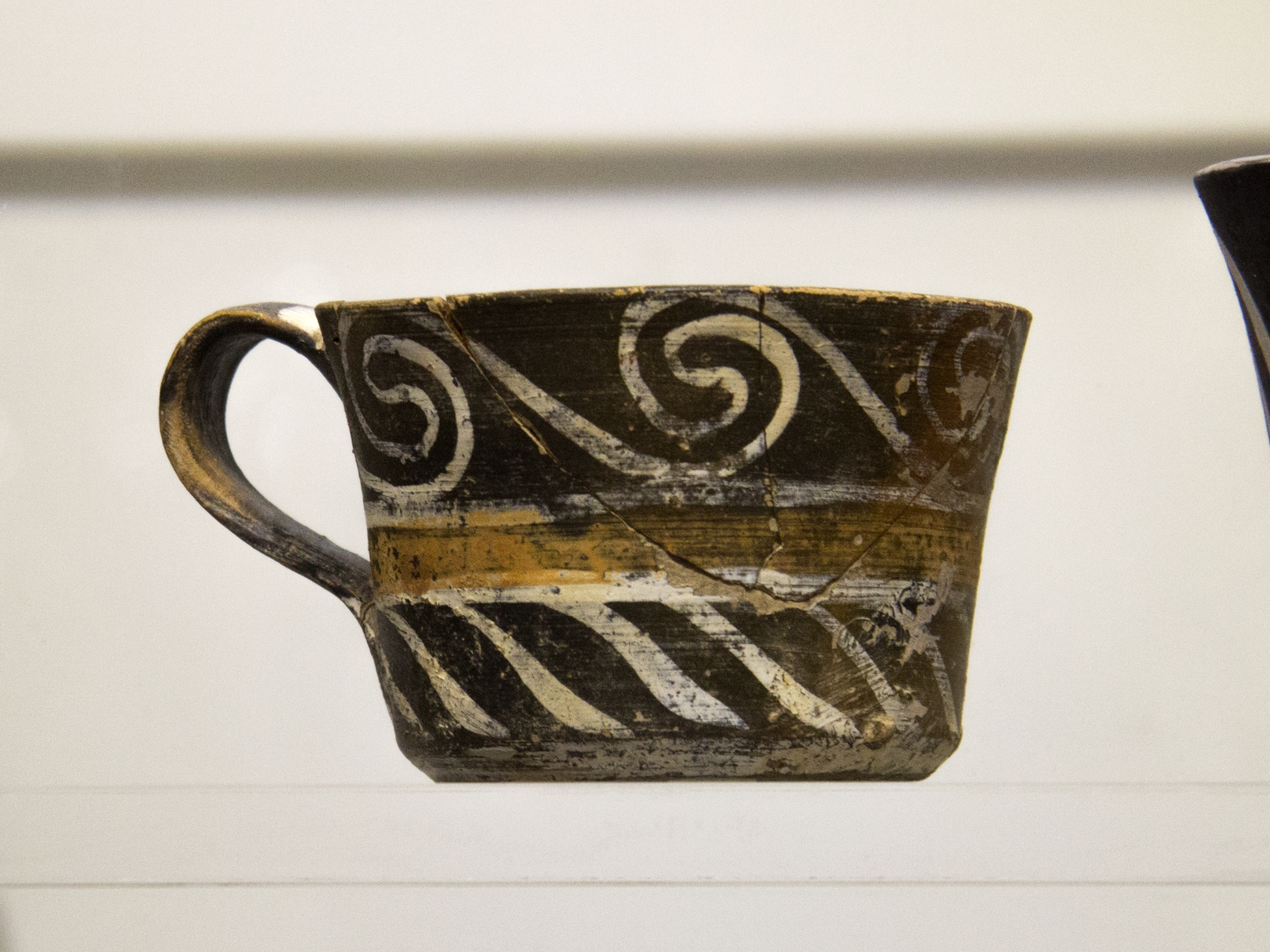
米諾斯文明時期的水杯
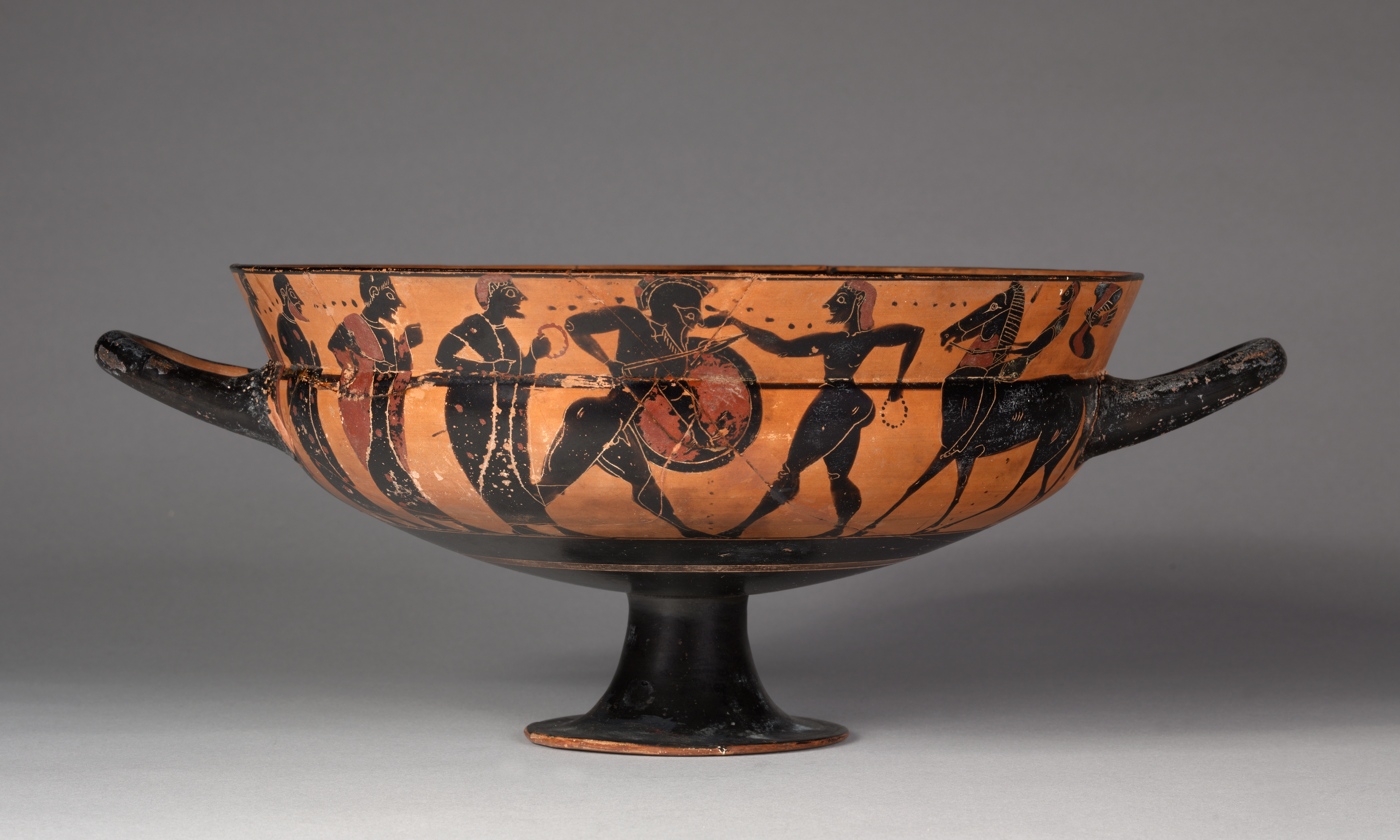
希臘的基里克斯杯，公元前575-550年
清朝時期帶龍的樽，1700年
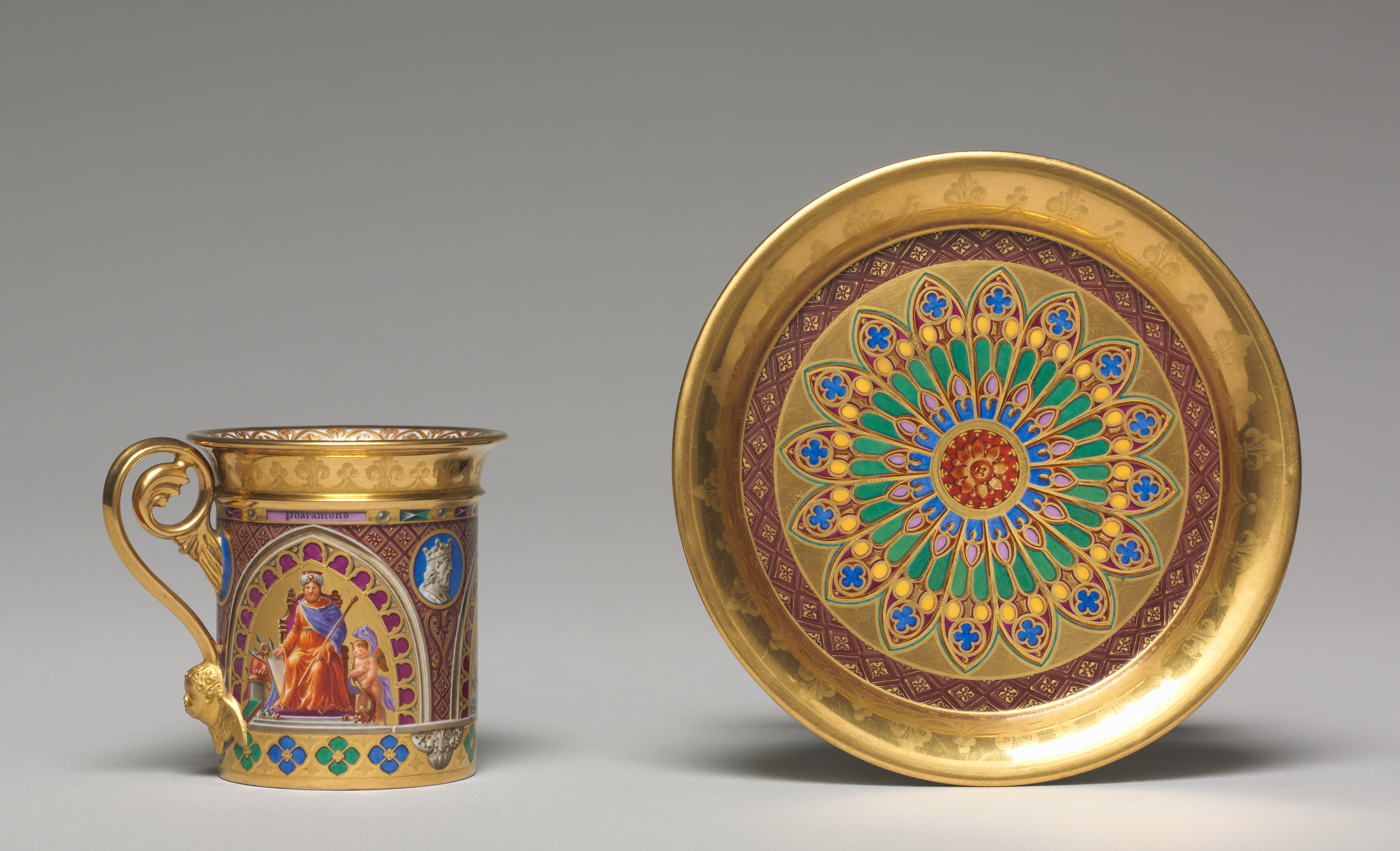
Sèvres茶杯和碟子，飾有哥特復興式的裝飾品和圖案

## 延伸阅读
[在维基数据编辑]
 《欽定古今圖書集成·經濟彙編·考工典·杯部》，出自陈梦雷《古今圖書集成》